# Batailles de Kaboul
Pour les articles homonymes, voir Bataille de Kaboul.
Notes
Le Wahdat collabora avec le gouvernement islamique d'Afghanistan jusqu'à son retrait à la fin de 1992 pour rejoindre le Hezb-i Islami. Le Dostum, auparavant allié à Massoud, s'associa à Hekmatyar en 1994. Le Harakat, restant allié au Jamiat, combattit généralement avec le Wahdat contre l'Ittehad ; cependant, le Harakat affronta également le Wahdat (à quelques reprises). En 1995, Massoud put contrôler la majeure partie de Kaboul. En 1995, le Pakistan cessa de soutenir le Hekmatyar pour les talibans. Sans soutien pakistanais, et avec l'arrivée des talibans, le Hekmatyar cessa la lutte contre l'État islamique d'Afghanistan.
Guerre d'Afghanistan
Les batailles de Kaboul sont une série de batailles et de sièges intermittents sur la ville de Kaboul au cours de la période 1992-1996.
Tout au long de la guerre soviéto-afghane de 1979 à 1989 et de la guerre civile qui suivra (1989–1992), la ville de Kaboul connait peu d'affrontements. L'effondrement du régime de Mohammad Najibullah en avril 1992 conduit à un traité de paix entre les partis politiques afghans et à la création de l'État islamique d'Afghanistan. Mais peu de temps après, les commandants indisciplinés des anciens moudjahidines et des rangs communistes commencent à se disputer le pouvoir, encouragés par des puissances étrangères, à savoir le Pakistan, l'Arabie saoudite, l'Iran et l'Ouzbékistan, armant leurs mandataires afghans pour lutter pour le contrôle et l'influence.

## Contexte politique
Avec l'éclatement de l'Union soviétique en 1991, le gouvernement de Najibullah, soutenu par les Soviétiques, perdit sa crédibilité. En 1992, la Russie  accepte de mettre fin aux expéditions de carburant vers la république démocratique d'Afghanistan, ce qui déclenche l'effondrement du régime de Najibullah. En avril 1992, le général Abdul Rachid Dostom fait défection aux forces d'Ahmed Chah Massoud et commence à prendre le contrôle de Kaboul. Le 14 avril 1992, Massoud et ses forces prennent le contrôle de Tcharikar et Jabalussaraj dans la province de Parwan sans combats importants. À ce stade, Massoud disposerait d'environ 20 000 soldats stationnés autour de Kaboul. La deuxième division du gouvernement aurait également rejoint Massoud. Le général Mohammad Nabil Azimi renforce ensuite la base aérienne de Bagram et envoie d'autres renforts dans le périmètre extérieur de Kaboul. À la mi-avril, le commandement de l'armée de l'air à Bagram capitule devant Massoud. Sans armée pour la défendre, Kaboul devint complètement impuissante.
Le 18 mars, après avoir annoncé la volonté de démissionner pour faire place à un gouvernement intérimaire neutre, Najibullah perd immédiatement le contrôle de la situation. Le gouvernement s'étant divisé en plusieurs factions, la question est de savoir comment effectuer un transfert de pouvoir à un nouveau gouvernement. Najibullah démissionne le 14 avril et tente de fuir Kaboul le 17 avril, mais est arrêté par les troupes de Dostom, qui contrôlent l'aéroport international de Kaboul. Najibullah se réfugie alors à la mission des Nations Unies où il restera jusqu'en 1995. Un groupe de généraux et de fonctionnaires Parchami, dirigé par le président par intérim Abdul Rahim Hatef, se déclare gouvernement intérimaire dans le but de remettre le pouvoir à la force militaire dominante et la plus populaire : Massoud.
Massoud hésite à entrer à Kaboul, attendant que les partis politiques parviennent d'abord à un accord de paix et de partage du pouvoir. En avril 1992, l'accord de Peshawar est signé. Celui-ci établit l'État islamique d'Afghanistan et stipule qu'un gouvernement intérimaire sera formé avec un conseil de direction suprême. Une présidence transitoire est donnée à Sibghatullah Mojaddedi pendant deux mois,Burhanuddin Rabbani devant ensuite lui succéder. Gulbuddin Hekmatyar reçoit le poste de Premier ministre avant de démissionner car il ne veut pas partager le pouvoir. Le Pakistan l'exhortait à prendre le pouvoir lui-même. Massoud, dans une conversation enregistrée, tente de convaincre Hekmatyar de rejoindre l'accord de paix et de ne pas entrer à Kaboul. Mais Hekmatyar lui répond qu'il entrera dans la capitale avec « notre épée nue. Personne ne peut nous arrêter ». Les forces Hezb-i Islami de Hekmatyar commencent à infiltrer Kaboul. Cela force Massoud à avancer sur la capitale afin de préserver l'accord de Peshawar et d'empêcher l'établissement d'une dictature Hekmatyar.
Onze groupes armés au total entrent dans Kaboul et ses environs, dont les sept moudjahidines afghans sunnites ; le mouvement islamique chiite d'Asif Mohseni (en), le parti de l'unité islamique d'Abdul Ali Mazârî ; et le mouvement islamique national de l'ex-communiste Abdul Rachid Dostom. Les différents groupes entrent dans la ville dans des directions différentes. Le Hezb-i Islami fait le premier pas et entre dans la ville par le sud. Avec des soldats armés et financés par le Pakistan, Hekmatyar avait demandé à d'autres groupes tels que Harakat-Inqilab-i-Islami et la faction Khalis de le rejoindre en entrant à Kaboul, mais ont décliné son offre et ont plutôt soutenu l'accord de Peshawar. Le Jamiat-e Islami saisit une quantité massive d'armes tout en envahissant les garnisons communistes de Begrâm, Tcharikar, Takhar, Koundoz, Fayzabad et d'autres villes du nord. De plus, toutes les forces de Junbish-i Milli s'alignées sur le Jamiat, et l'ancien gouvernement communiste d'Afghanistan décide de remettre toutes ses armes à ce parti, au lieu du parti Hezb-i Wahdat. Tous les Parchamis fuient à l'étranger par les zones contrôlées par le Jamiat. Le Jamiat saisit des stocks massifs d'armes lourdes telles que des chars T-62 et T-55, des missiles Scud et des MiG-21.
Les forces du Hezb d'Hekmatyar sont très éloignées des points clés de la ville tels que le palais présidentiel, le bureau du Premier ministre, l'aéroport international de Kaboul, le ministère de la Défense et de nombreux autres bureaux gouvernementaux importants. Une grande partie de la ville se trouve sur la rive nord de la rivière Kaboul. Les forces du Jamiat de Burhanuddin Rabbani prennent rapidement le contrôle de ces bureaux stratégiquement importants. Bien qu'ayant parvenus aux portes du ministère de la justice et pris le contrôle du ministère de l'intérieur, les forces du Hezb sont rapidement repoussées après les bombardements de l'armée de l'air afghane, appuyée par des obus d'artillerie tirés d'une tour de télévision sur Jade Maiwand. Des centaines de combattants du Hezb sont tués ou faits prisonniers, dont certains combattants étrangers.
Dans le secteur ouest de la ville, les forces du Hezb traversent la rivière Kaboul et arrivent sur la rive nord après avoir pris le contrôle de la région de Karte Seh. Alors qu'elles chargent vers Kote Sangi et l'université de Kaboul, les forces de Sayyaf attaquent les forces du Hezb de la zone de l'école de Ghazi dans un mouvement surprise, et les forces du Hezb sont séparées en deux groupes après avoir été coupées par les troupes du Jamiat. Tout au long de la nuit, les forces épuisées et démoralisées du Hezb-i Islami se battent. Après avoir subi de lourdes pertes, les forces du Hezb sur la rive sud désertent leurs positions, fuyant Kaboul vers Logar.
Kaboul passe complètement sous le contrôle de l'État islamique le 30 avril 1992, mais la situation est loin d'être stabilisée. Le Hezb-i Islami est chassé, mais il est toujours à portée d'artillerie et commence rapidement à tirer des dizaines de milliers de roquettes fournies par le Pakistan sur la ville.
Lorsque les forces d'Hekmatyar envahissent la prison de Pul-e-Charkhi, alors qu'elles sont encore au centre de Kaboul, décident de libérer tous les détenus, y compris de nombreux criminels capables de prendre les armes et de commettre des actes terribles contre la population. Avec l'effondrement des institutions gouvernementales ou leur participation aux combats entre factions, le maintien de l'ordre à Kaboul devint presque impossible. Le décor est alors planté pour la prochaine phase de la guerre.

## Chronologie

### 1992

#### Avril–Mai

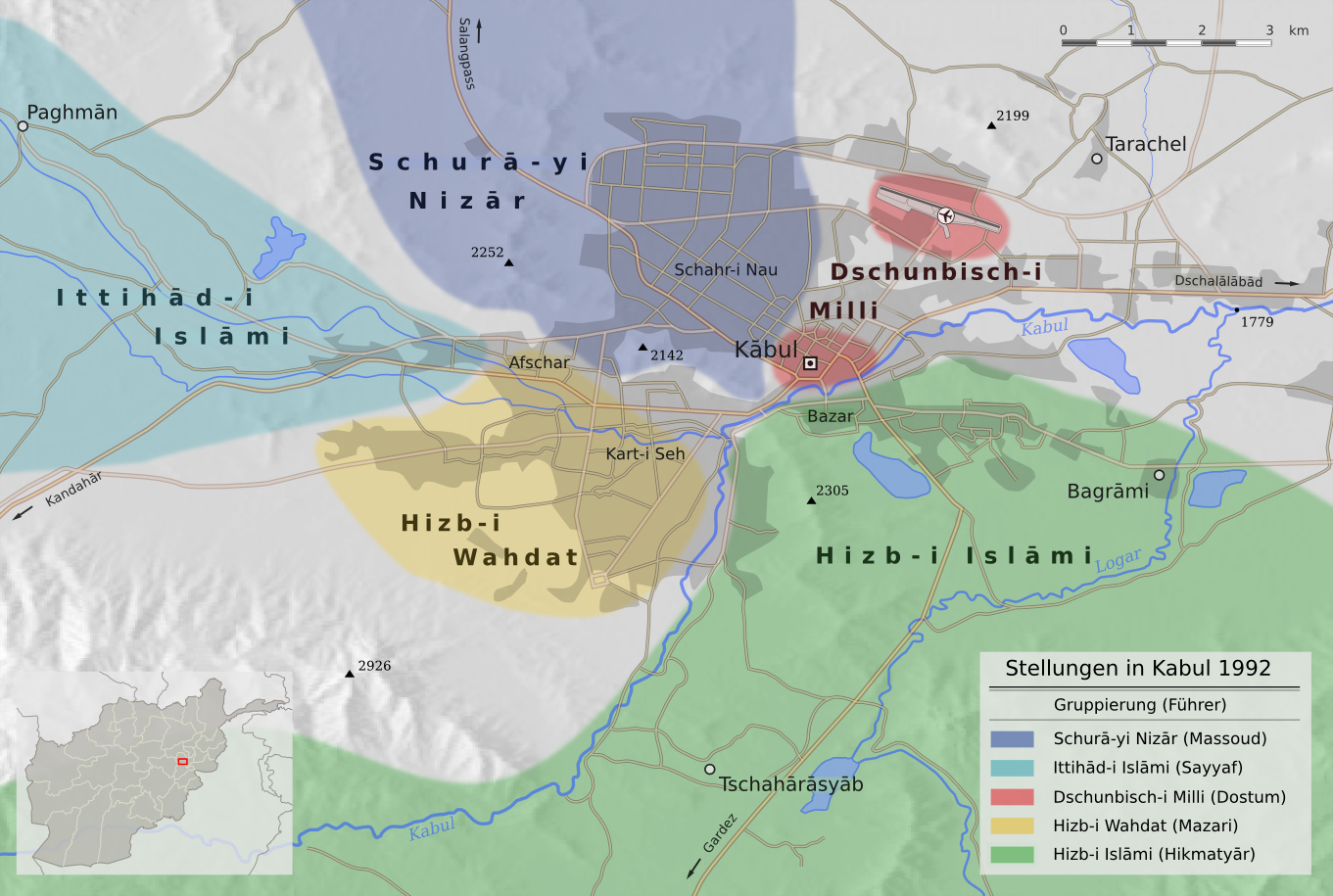
Contrôle de Kaboul en avril 1992.

L'objectif immédiat du gouvernement intérimaire est de vaincre les forces agissant contre l'accord de paix (l'accord de Peshawar), en particulier le Hezb-i Islami de Gulbuddin Hekmatyar (soutenu par le Pakistan), qui inclura plus tard le Wahdat d'Abdul Ali Mazârî (soutenu par l'Iran) et le Junbish d'Abdul Rachid Dostom (soutenu par l'Ouzbékistan).
Les forces de Jamiat et Shura-e Nazar entrent dans la ville par Begrâm, Panchir, Salang et l'aéroport de Kaboul, avec l'accord de Mohammad Nabi Azimi (en) et du commandant de la garnison de Kaboul, le général Abdul Wahid Baba Jan (en). De nombreuses forces gouvernementales, y compris des généraux, rejoignent le Jamiat, dont les troupes du général Baba Jan, alors responsable de la garnison de Kaboul. Le 27 avril, tous les grands partis sont entrés dans la ville.
Pendant ce temps, dans l'ouest de Kaboul, une zone qui verra plus tard certains des combats les plus féroces et des plus grands massacres de la guerre, les forces majoritairement pachtounes d'Abdul Rasul Sayyaf (en), commencent à entrer dans la ville depuis Paghman et Maydan Shahr.
Comme mentionné ci-dessus, Kaboul passe complètement sous le contrôle du gouvernement intérimaire le 30 avril 1992, et les espoirs montent pour une nouvelle ère. Mais la situation est loin d'être stabilisée. Des combats entre Hezb-i Islami et Junbish ont lieu dans la région de Shashdarak à Kaboul. Les 5 et 6 mai 1992, le Hizb-i Islami soumet Kaboul à un bombardement d'artillerie lourde, tuant et blessant un nombre indéterminé de civils. Le 23 mai 1992, malgré un cessez-le-feu, les forces de Junbish-i Milli bombardent les positions du Hizb-i Islami à Bini Hissar, Kalacha et Kart-iNau.
Les pourparlers de paix du 25 mai 1992 ont initialement convenu de donner à Hekmatyar le poste de Premier ministre. Cependant, cela dura moins d'une semaine après qu'Hekmatyar eut tenté d'abattre l'avion du président Sibghatullah Mojaddedi. De plus, dans le cadre des pourparlers de paix, Hekmatyar exigeait le départ des forces de Dostom, ce qui aurait fait pencher la balance.
Le 30 mai 1992, lors de combats entre les forces de Junbish-i Milli et du Hizb-i Islami dans le sud-est de Kaboul, les deux parties utilisent l'artillerie et des roquettes, tuant et blessant un nombre indéterminé de civils. Les forces de Shura-e Nazar auraient opéré autour du poste de douane sur Jalalabad Road sous le commandement de Gul Haidar (en) et Baba Jalandar Panjshiri (en), qui étaient également actifs dans des domaines tels que l'université militaire.

#### Juin–Juillet
En juin 1992, comme prévu, Burhanuddin Rabbani devient président de l'Afghanistan.
Dès le début de la bataille, Jamiat et Shura-e Nazar contrôlent les hautes zones stratégiques et peuvent ainsi développer un point de vue dans la ville à partir duquel les forces de l'opposition peuvent être ciblées. Hekmatyar continue à bombarder Kaboul avec des roquettes. Bien qu'ayant insisté sur le fait que seules les zones du Conseil du Jihad islamique doivent être ciblées, les roquettes tombent principalement sur les maisons de civils innocents de Kaboul, un fait bien documenté,. Des échanges d'artillerie éclatent rapidement, s'intensifiant fin mai-début juin. Shura-i Nazar put immédiatement bénéficier des armes lourdes laissées par les forces gouvernementales en fuite ou en défection et lança des roquettes sur les positions d'Hekmatyar près du poste de douane de Jalalabad et dans les districts autour de Hood Khil, Qala-e Zaman Khan et près de la prison de Pul-i Charkhi. Le 10 juin, les forces de Dostum ont également commencé des bombardements nocturnes des positions du Hezb-i Islami.
L'escalade des combats dans l'ouest de Kaboul entre les forces chiites Wahdat soutenues par l'Iran et celles de la milice wahhabite Ittihad soutenues par l'Arabie saoudite est particulièrement remarquable à cette époque. Wahdat est quelque peu inquiet de la présence de postes Ittihad déployés dans des zones Hazaras telles que le lycée Rahman Baba. Selon les rapports de Nabi Azimi, qui est à l'époque un gouverneur de haut rang, les combats commencent le 31 mai 1992, lorsque quatre membres de la direction du Hezb-e Wahdat sont assassinés près du silo de Kaboul. Les personnes tuées sont Karimi, Sayyid Isma'il Hosseini, Chaman Ali Abuzar et Vaseegh, les trois premiers étant membres du comité central du parti. À la suite de cela, la voiture de Sher Alam Ibrahimi (en), un haut commandant de l'Ittihad, est arrêtée près de Pol-e Sorkh, l'un des passagers est tué et Alam parvient à s'échapper. Le 3 juin 1992, de violents combats entre les forces de l'Ittihad-i Islami et du Hizb-I Wahdat éclatent dans l'ouest de Kaboul. Les deux parties utilisent des roquettes, tuant et blessant des civils. Le 4 juin, des entretiens avec des ménages Hazara déclarent que les forces de l'Ittihad ont pillé leurs maisons à Kohte-e Sangi, tuant six civils. Les combats à l'arme à feu à cette époque ont fait plus de 100 morts selon certaines sources. Le 5 juin 1992, de nouveaux conflits entre les forces de l'Ittihad et du Hizb-i Wahdat dans l'ouest de Kaboul sont signalés. Les deux parties utilisent l'artillerie lourde, détruisant des maisons et d'autres structures civiles. Trois écoles sont détruites par des bombardements et un nombre indéterminé de civils blessés ou tués. Des hommes armés auraient tué des personnes dans des magasins près du zoo de Kaboul. Le 24 juin 1992, l'hôpital Jamhuriat situé près du ministère de l'Intérieur est bombardé et fermé. Les forces Jamiat et Shura-e Nazar rejoignent parfois le conflit lorsque leurs positions sont attaquées par les forces Wahdat. En juin et juillet, ceux-ci bombardent les positions du Hizb-i Wahdat en retour. Les forces Harakat ont également parfois rejoint le combat.

#### Août–Décembre
Au mois d'août, un bombardement d'obus d'artillerie, de roquettes et de bombes à fragmentation tuent plus de 2 000 personnes à Kaboul, pour la plupart des civils. Le 1er août, l'aéroport est attaqué par des roquettes. Cent cinquante roquettes sont lancées le lendemain et, selon un auteur, ces attaques de missiles font jusqu'à 50 morts et 150 blessés. Au petit matin du 10 août, les forces du Hezb-e Islami attaquent depuis trois directions : Chelastoon, Darulaman et la montagne Maranjan. Un obus frappe également un hôpital de la Croix-Rouge. Les 10 et 11 avril, près d'un millier de roquettes frappent certaines parties de Kaboul, dont environ 250 sur l'aéroport. Selon certaines estimations, 1 000 personnes sont tuées, les attaques étant attribuées aux forces d'Hekmatyar. Le 20 août, environ 500 000 personnes ont fui Kaboul. Le 13 août 1992, une attaque à la roquette est lancée sur Deh Afghanan au cours de laquelle des bombes à fragmentation sont utilisées. Quatre-vingts sont tués et plus de 150 blessés, selon des articles de presse. En réponse à cela, les forces de Shura-e Nazar frappent Kart-I Naw, Shah Shaheed et Chiilsatoon avec des bombardements aériens et terrestres. Dans cette contre-attaque, plus de 100 personnes sont tués et 120 blessés.
Le Hezb-i Islami n'a cependant pas été le seul auteur de bombardements aveugles de civils. Particulièrement à l'ouest de Kaboul, Wahdat, Ittihad et Jamiat sont accusés de cibler délibérément des zones civiles. Toutes les parties ont utilisé des roquettes de non-précision telles que les roquettes Sakre et les lance-roquettes aéroportés UB-16 et UB-32 S-5.
En novembre, dans un geste très efficace, les forces d'Hekmatyar, en collaboration avec des guérilleros de certains groupes arabes, barricadent une centrale électrique à Saroubi, à 30 miles à l'est de Kaboul, coupant l'électricité de la capitale et fermant l'approvisionnement en eau. Ses forces et d'autres moudjahidines auraient également empêché les convois de vivres d'atteindre la ville.
Le 23 novembre, le ministre de l'Alimentation Sulaiman Yaarin signale que les dépôts de nourriture et de carburant de la ville sont vides. Le gouvernement est maintenant sous forte pression. Fin 1992, le Hizb-i Wahdat se retire officiellement du gouvernement et ouvre des négociations secrètes avec le Hizb-i Islami. En décembre 1992, Rabbani reporte la convocation d'une choura pour élire le prochain président. Le 29 décembre 1992, Rabbani est élu président et il accepte d'établir un parlement avec des représentants de tout l'Afghanistan. À noter également au cours de ce mois, la solidification d'une alliance entre le Hezb-i Wahdat et le Hezb-i Islami contre l'État islamique d'Afghanistan. Alors que le Hizb-i Islami se joint aux bombardements pour soutenir le Hezb-e-Wahdat, le Wahdat mène des offensives conjointes, comme celle pour sécuriser Darulaman. Le 30 décembre 1992, au moins un enfant est tué à Pul-i Artan par une roquette BM21 lancée par les forces du Hezb-i Islami à Rishkor.

#### À propos des bombardements

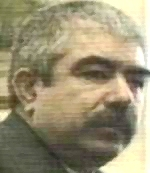
Abdul Rachid Dostom, chef du Junbish-e Milli-yi Islami-yi Afghanistan.

Tout au long de la guerre, l'aspect le plus dévastateur de celle-ci demeure le bombardement aveugle de la ville par Gulbuddin Hekmatyar et plus tard Abdul Rachid Dostom. Bien que la plupart des camps se sont livrés à des bombardements, certains ont été plus aveugles dans leur ciblage.
Jamiat-i contrôlant les hautes zones stratégiques, ils étaient mieux à même de cibler des objectifs militaires spécifiques plutôt que de recourir à des bombardements aveugles comme l'avaient fait d'autres factions telles que le Hezb-i Islami. Selon l'officier, le 3e régiment s'est déployé dans la région de Darulaman, où le corps de Wahdat avait basé son commandant d'artillerie, ainsi que dans la zone proche de l'ambassade de Russie où la division 096 de Wahdat a été particulièrement visée par les roquettes à longue portée. La ville de Charasyab (abritant l'artillerie du Hizb-i Islami, où le service de renseignement est déployé) et la division Rishkor sont également visées, en plus de l'aéroport Dasht-I Saqawa dans la province de Logar.
Les forces du Hezb-i Islami sont de loin les pires auteurs d'attaques contre des cibles non militaires. Il s'agissait notamment d'attaques contre des hôpitaux et d'un attentat à la bombe contre le siège de la Croix-Rouge internationale. Des bombardements aveugles sont généralisés à partir d'août.
En 1994, les forces de Abdul Rachid Dostom sont impliquées dans des bombardements aveugles.

#### Situation à Kandahar
Kandahar abritait trois commandants pachtounes locaux différents : Amir Lalai, Gul Agha Sherzai et Mullah Naqib Ullah, qui se sont engagés dans une lutte extrêmement violente pour le pouvoir et qui n'étaient pas affiliés au gouvernement intérimaire de Kaboul. La ville criblée de balles devint un centre d'anarchie, de criminalité et d'atrocités alimentées par des rivalités tribales pachtounes complexes.

### 1993

#### Janvier–Février
Le 3 janvier 1993, Burhanuddin Rabbani, le chef du parti Jamiat-i Islami, prête serment en tant que président. Cependant, l'autorité de Rabbani reste limitée à une partie seulement de Kaboul ; le reste de la ville reste divisé entre les factions rivales de la milice. Le 19 janvier, un cessez-le-feu de courte durée est rompu lorsque les forces du Hezb-i Islami ont renouvelé les attaques à la roquette sur Kaboul depuis leur base au sud de la ville supervisée par le commandant Toran Kahlil. Des centaines de personnes sont tuées et blessées tandis que de nombreuses maisons sont détruites lors de cet affrontement entre le Hizb-i Islami et le Jamiat-i Islami.
De violents combats sont signalés autour d'un poste de Wahdat tenu par le commandant Sayid Ali Jan près de l'école de filles de Rabia Balkhi. Certaines de ces zones, comme le quartier général de Wahdat à l'Institut des sciences sociales, sont considérées comme des cibles militaires, un nombre disproportionné de roquettes, d'obus de chars et de mortiers étant tombés dans des zones civiles. De nombreuses roquettes auraient été lancées depuis les lignes de front contrôlées par Haider de Tap-I Salaam vers les hommes de la division 095 sous Ali Akbar Qasemi. Une attaque pendant cette période depuis Wahdat tue au moins neuf civils. D'autres bombardements de roquettes ont lieu le 26 février 1993, alors que Shura-e Nazar et Hezb-i Islami bombardent les positions adverses. Les civils furent les principales victimes des combats qui ont fait quelque 1 000 morts avant qu'un nouvel accord de paix ne soit signé le 8 mars. Cependant, le lendemain, la roquette du Hezb-i Islami et du Hezb-i Wahdat à Kaboul fait 10 nouvelles victimes.

#### Afchar
L'opération Afshar est une opération militaire des forces gouvernementales de l'État islamique d'Afghanistan de Burhanuddin Rabbani contre les forces Hezb-i Islami et Hezb-i Wahdat de Gulbuddin Hekmatyar qui s'est déroulé en février 1993. Le Hezb-i Wahdat contrôlé par l'Iran, ainsi que le Hezb-i Islami de Hekmatyar soutenu par le Pakistan, bombardaient des zones densément peuplées de Kaboul depuis leurs positions à Afshar. Pour contrer ces attaques, les forces de l'État islamique ont attaqué Afshar afin de capturer les positions de Wahdat, capturer le chef de Wahdat Abdul Ali Mazari et consolider les parties de la ville contrôlées par le gouvernement. L'opération s'est déroulée dans un quartier densément peuplé de Kaboul, le district d'Afshar. Le district est situé sur les pentes du mont Afshar à l'ouest de Kaboul et abrite principalement le groupe ethnique Hazaras. Les troupes Ittihad d'Abdul Rasul Sayyaf ont intensifié l'opération en un déchaînement contre les civils. Les forces d'Ittihad et de Wahdat ont sévèrement pris pour cible des civils pendant la guerre. L'Ittihad wahhabite soutenu par l'Arabie saoudite ciblait les chiites, tandis que le Wahdat contrôlé par l'Iran ciblait les musulmans sunnites ainsi que leur propre peuple.

#### Mars–Décembre
Dans le cadre de l'accord de mars, négocié par le Pakistan et l'Arabie saoudite, Rabbani et Hekmatyar conviennent de partager le pouvoir jusqu'à ce que des élections puissent avoir lieu à la fin de 1994. L'état d'Hekmatyar a été la démission de Massoud en tant que ministre de la Défense. Les parties conviennent d'un nouvel accord de paix à Jalalabad le 20 mai en vertu duquel Massoud accepte de renoncer au poste de ministre de la Défense. Massoud avait démissionné pour obtenir la paix. Hekmatyar a d'abord accepté le poste de Premier ministre, mais après avoir assisté à une seule réunion du cabinet, il quitte Kaboul pour recommencer à bombarder Kaboul, faisant plus de 700 morts dans des bombardements, des combats de rue et des attaques à la roquette dans et autour de Kaboul. Massoud revint au poste de ministre de la Défense pour défendre la ville contre les attaques à la roquette.

### 1994

#### Janvier–Juin
La guerre change radicalement en janvier 1994. Dostum, pour différentes raisons, s'est joint aux forces de Gulbuddin Hekmatyar. Le Hezb-i Islami, avec ses nouveaux alliés du Wahdat et du Junbish-i Milli, lance la campagne Shura Hamaghangi contre les forces de Massoud et le gouvernement intérimaire. Pendant ce temps, le Hezb-i Islami put utiliser l'armée de l'air de Junbish à la fois pour bombarder les positions de Jamiat et pour réapprovisionner ses hommes. Cela conduit à un plus grand bombardement d'artillerie au nom du Hezb-i Islami. Le Hezb-i Islami et le Junbish parviennent à tenir des parties du centre de Kaboul pendant cette période. Les forces Junbish sont particulièrement pointées du doigt pour avoir commis des pillages, des viols et des meurtres. Certains commandants comme Shir Arab, commandant du 51e régiment, Kasim Jangal Bagh, Ismail Diwaneh [« Ismail le Fou » et Abdul Cherik sont particulièrement pointés du doigt. Selon l'Afghanistan Justice Project, durant cette période jusqu'en juin 1994, 25 000 personnes sont tuées. Les zones de combats autour de Microraion sont particulièrement sanglantes. Lors de cette période, la population de Kaboul a chuté de 2 millions pendant les temps soviétiques à 500 000 en raison d'un grand exode de Kaboul.
Cependant, à la fin de 1994, le Junbish et le Dostum sont sur la défensive et les forces de Massoud les ont chassés de la plupart de leurs bastions. Massoud prend de plus en plus le contrôle de Kaboul. Dans le même temps, le Junbish parvient à pousser le Jamiat hors de Mazâr-e Charîf.

#### Juillet–Décembre
Des changements importants se produisent en 1994 dans la façon dont la guerre est menée et les belligérants qui combattent de chaque côtés. Les talibans apparaissent pour la première fois sur la scène militaire en août 1994, avec l'objectif déclaré de libérer l'Afghanistan de son actuel leadership corrompu et d'établir une société islamique pure. En octobre 1994, le mouvement taliban avait attiré le soutien du Pakistan, mécontent de l'échec de Hekmatyar, qui voyait dans les talibans un moyen de sécuriser les routes commerciales vers l'Asie centrale et d'établir un gouvernement à Kaboul favorable à ses intérêts. Les commerçants pakistanais qui cherchaient depuis longtemps une route sûre pour envoyer leurs marchandises en Asie centrale sont rapidement devenus l'un des principaux bailleurs de fonds des talibans. Les Pakistanais souhaitaient également qu'un gouvernement stable s'installe en Afghanistan, quelle que soit l'idéologie, dans l'espoir que les 3 millions d'Afghans qui pendant 15 ans s'étaient réfugiés au Pakistan retourneraient dans leur patrie car la population réfugiée était de plus en plus considérée comme un fardeau.
En octobre 1994, une bombe frappe une cérémonie de mariage à Qala Fathullah à Kaboul, tuant 70 civils. Aucun combat n'avait été observé dans la région depuis plusieurs jours selon les rapports.
Toujours en octobre 1994, les talibans se révoltent à Kandahar, capturant la ville le 5 novembre 1995 et s'emparant bientôt de la majeure partie du sud.

### 1995
Les talibans commencent rapidement à s'approcher de Kaboul, capturant Wardak début février et Maidshahr, la capitale provinciale le 10 février 1995. Le 14 février 1995, Hekmatyar est contraint d'abandonner ses positions d'artillerie à Charasiab en raison de l'avancée des talibans. Les talibans ont donc pu prendre le contrôle de cet armement. En mars, Massoud lance une offensive contre le Hezb-e Wahdat. Abdul Ali Mazari s'allie aux talibans, leur permettant d'entrer à Kaboul, bien que de nombreuses forces de Wahdat ont rejoint Massoud à la place. Les forces de Massoud bombardent lourdement l'ouest de Kaboul chassant le Wahdat. Selon d'autres informations, les forces du Jamiat-e Islami ont également commis des viols massifs et des exécutions de civils au cours de cette période. Les talibans se sont retirés lors de cette période, emmenant Mazari avec eux avant de le jeter d'un hélicoptère en route vers Kandahar. Les talibans ont ensuite continué à lancer des offensives contre Kaboul, en utilisant le matériel du Hezbe Islami. Pendant le repli des talibans, de grandes quantités de pillages et de pillages auraient eu lieu dans le sud-ouest de Kaboul par les forces sous Rabbani et Massoud.
En mars 1995, les forces de Massoud parviennent à chasser les talibans des environs de Kaboul et reprendre Charasiab, entraînant une relative accalmie pendant quelques mois. La bataille fit des centaines de morts talibans et la force subit sa première défaite.
En octobre, les talibans reprennent Charasiab. Entre le 11 et le 13 novembre 1995, au moins 57 civils non armés sont tués et plus de 150 blessés lorsque des roquettes et des barrages d'artillerie tirés depuis des positions talibanes au sud de Kaboul pilonnent les zones civiles de la ville. Le 11 novembre, 36 civils sont tués lorsque plus de 170 roquettes et obus touchent des zones civiles. Une salve s'écrase sur le marché de Foruzga. Des roquettes frappent le district de Taimani où de nombreuses personnes d'autres parties de Kaboul s'étaient installées. Les autres zones résidentielles touchées par l'artillerie et les tirs de roquettes sont le district de Bagh Bala au nord-ouest de Kaboul et Wazir Akbar Khan où vit une grande partie de la petite communauté étrangère de la ville.
Le 20 novembre 1995, les forces des talibans donnent au gouvernement un ultimatum de cinq jours après lequel ils reprendront les bombardements si Rabbani et ses forces ne quittent pas la ville. Cet ultimatum sera finalement retiré.
Fin novembre et décembre, plus de 150 personnes sont à Kaboul en raison des tirs répétés de roquettes, d'obus et de bombardements à haute altitude de la ville, apparemment par les forces talibanes.

### 1996
En septembre 1996, les talibans prennent Kaboul. Dans sa première action, le groupe militant islamique pend publiquement l'ancien président, Najibullah et son frère, les percevant comme des marionnettes fidèles à des nations autres que l'Afghanistan. Toutes les installations gouvernementales clés semblent être entre les mains des talibans en quelques heures, y compris le palais présidentiel et les ministères de la défense, de la sécurité et des affaires étrangères. L'émirat islamique d'Afghanistan est proclamé, obtenant la reconnaissance de l'Arabie saoudite, du Pakistan, des Émirats arabes unis et de la république tchétchène partiellement reconnue d'Itchkérie. Une version rigoureusement stricte de la charia est imposée à la population.
La milice de Massoud et d'autres groupes décident de se retirer vers le nord pour réduire les pertes civiles. Le front islamique uni pour le salut de l'Afghanistan, une coalition de diverses factions armées connues dans les médias pakistanais et occidentaux sous le nom d'« Alliance du Nord », se constitue en opposition aux talibans sous la direction de Massoud.